# Associazione Calcio ChievoVerona 1997-1998
Questa voce raccoglie le informazioni riguardanti l'Associazione Calcio ChievoVerona nelle competizioni ufficiali della stagione 1997-1998.

## Stagione
Nella stagione 1997-1998 il Chievo Verona disputa il campionato di Serie B, allenato da Silvio Baldini, raccoglie 50 punti che valgono il decimo posto in classifica. Un torneo quello disputato dai clivensi di grande regolarità, sempre lontano dalle zone nobili, o da quelle pericolose della classifica. Raffaele Cerbone con 12 reti è stato il miglior marcatore stagionale dei gialloblù. Nella Coppa Italia il Chievo subito fuori nel primo turno eliminato dal Castel di Sangro.

## Rosa
| N. |                   | Ruolo | Calciatore         |
| -- | ----------------- | ----- | ------------------ |
| 1  | Italia (bandiera) | P     | Marco Borghetto    |
| 2  | Italia (bandiera) | D     | Dario Baccin       |
| 3  | Italia (bandiera) | D     | Andrea Guerra      |
| 4  | Italia (bandiera) | D     | Enrico Franchi     |
| 5  | Italia (bandiera) | C     | Silvio Giusti      |
| 6  | Italia (bandiera) | D     | Maurizio D'Angelo  |
| 7  | Italia (bandiera) | C     | Maurizio Rinino    |
| 8  | Italia (bandiera) | C     | Dario Passoni      |
| 9  | Italia (bandiera) | A     | Raffaele Cerbone   |
| 10 | Italia (bandiera) | C     | Martino Melis      |
| 11 | Italia (bandiera) | A     | Andrea Tentoni     |
| 12 | Italia (bandiera) | P     | Matteo Gianello    |
| 13 | Italia (bandiera) | C     | Andrea Zanchetta   |
| 14 | Italia (bandiera) | D     | Luciano Zauri      |
| 15 | Italia (bandiera) | C     | Massimo Lombardini |
| 16 | Italia (bandiera) | C     | Giuliano Melosi    |

| N. |                         | Ruolo | Calciatore           |
| -- | ----------------------- | ----- | -------------------- |
| 18 | Italia (bandiera)       | C     | Fabio Cinetti        |
| 19 | Italia (bandiera)       | C     | Benedetto Mangiapane |
| 20 | Italia (bandiera)       | D     | Ivan Moretto         |
| 21 | Italia (bandiera)       | D     | Tommaso Chiecchi     |
| 22 | Italia (bandiera)       | A     | Massimo Marazzina    |
| 23 | Italia (bandiera)       | D     | Salvatore Lanna      |
| 24 | Italia (bandiera)       | A     | Federico Cossato     |
| 25 | Italia (bandiera)       | P     | Mattia Passarini     |
| 26 | Italia (bandiera)       | D     | Lorenzo D'Anna       |
| 27 | Italia (bandiera)       | D     | Simone Santin        |
| 28 | Italia (bandiera)       | A     | Massimo Vicentini    |
| 29 | Italia (bandiera)       | P     | Paolo Codognola      |
| 30 | Italia (bandiera)       | D     | Giovanni Scardoni    |
| 31 | Italia (bandiera)       | P     | Massimiliano Caniato |
| 32 | Italia (bandiera)       | D     | Marco Zamboni        |
| 33 | Sierra Leone (bandiera) | D     | Kewullay Conteh      |

## Risultati

### Campionato

#### Girone di andata
| Arbitro: | Rosetti (Torino) |

|                |           |  |
| F. Cossato 87’ | Marcatori |  |

| Arbitro: | Sirotti (Forlì) |

|            |           |  |
| Sturba 44’ | Marcatori |  |

| Arbitro: | Sputore (Vasto) |

|                      |           |               |
| Zanchetta 89’ (rig.) | Marcatori | 80’ De Cesare |

| Arbitro: | Dagnello (Trieste) |

|  |           |                      |
|  | Marcatori | 48’ (rig.) Zanchetta |

| Arbitro: | Ercolino (Cassino) |

|               |           |  |
| Marazzina 70’ | Marcatori |  |

| Arbitro: | Cardella (Torre del Greco) |

|                           |           |  |
| Bergamo 80’ Francioso 87’ | Marcatori |  |

| Arbitro: | Cesari (Genova) |

|                                                        |           |  |
| L. Colucci 1’ Aglietti 26’ Corini 41’ Giandebiaggi 86’ | Marcatori |  |

| Arbitro: | Nucini (Bergamo) |

|              |           |             |
| Chiecchi 27’ | Marcatori | 47’ Cangini |

| Arbitro: | Tombolini (Ancona) |

|                                                  |           |                          |
| Bergodi 12’ De Franceschi 15’ Saurini 84’ (rig.) | Marcatori | 2’ Zanchetta 26’ Cerbone |

| Arbitro: | Calabrese (Avezzano) |

|                |           |             |
| F. Cossato 80’ | Marcatori | 90’ Roberts |

| Arbitro: | Rosetti (Torino) |

|                     |           |                                     |
| Colacone 25’ (rig.) | Marcatori | 83’ F. Cossato 86’ (rig.) Zanchetta |

| Arbitro: | Sirotti (Forlì) |

|                      |           |                |
| Zanchetta 65’ (rig.) | Marcatori | 10’ Bernardini |

| Arbitro: | Borriello (Mantova) |

|          |           |             |
| Melis 7’ | Marcatori | 90+1’ Luppi |

| Arbitro: | Cardella (Torre del Greco) |

|  |           |                |
|  | Marcatori | 70’ F. Cossato |

| Arbitro: | Branzoni (Pavia) |

|  |           |                       |
|  | Marcatori | 89’ (rig.) M. Coppola |

| Treviso 4 gennaio 1998 16ª giornata | Treviso            | 0 – 0 referto | Chievo | Stadio comunale di Monigo (4 769 spett.)\| Arbitro: \| Dagnello (Trieste) \| |
| Arbitro:                            | Dagnello (Trieste) |               |        |                                                                              |

| Arbitro: | Nucini (Bergamo) |

|  |           |                           |
|  | Marcatori | 45+1’ Foglia 77’ Ferrante |

| Arbitro: | Gambino (Barletta) |

|                                           |           |                |
| 46’ Di Giannatale 59’ Zanutta 75’ Chionna | Marcatori | 67’ F. Cossato |

| Arbitro: | Rossi (Ciampino) |

|                                 |           |                 |
| 21’ Melis 75’ (aut.) Zanoncelli | Marcatori | 17’ Darío Silva |

#### Girone di ritorno
| Reggio Calabria 1º febbraio 1998 20ª giornata | Reggina              | 0 – 0 referto | Chievo | Stadio Oreste Granillo (4 836 spett.)\| Arbitro: \| Calabrese (Avezzano) \| |
| Arbitro:                                      | Calabrese (Avezzano) |               |        |                                                                             |

| Arbitro: | Bonfrisco (Monza) |

|               |           |           |
| Cerbone 90+1’ | Marcatori | 3’ Sturba |

| Arbitro: | Strazzera (Trapani) |

|                        |           |                                     |
| Di Vaio 6’, 51’ (rig.) | Marcatori | 13’ Marazzina 77’ Cerbone 86’ Melis |

| Arbitro: | Branzoni (Pavia) |

|  |           |                  |
|  | Marcatori | 35’ F. Giampaolo |

| Arbitro: | Sirotti (Forlì) |

|                                  |           |                              |
| Banchelli 12’ Parente 69’ (rig.) | Marcatori | 28’ Melis 48’ (rig.) Cerbone |

| Arbitro: | Sputore (Vasto) |

|                             |           |  |
| Marazzina 68’ Cerbone 90+2’ | Marcatori |  |

| Arbitro: | Bettin (Padova) |

|                              |           |  |
| F. Cossato 63’ Zanchetta 86’ | Marcatori |  |

| Arbitro: | Paparesta (Bari) |

|  |           |                                       |
|  | Marcatori | 4’, 90+2’ Cerbone 10’, 34’ F. Cossato |

| Arbitro: | Bazzoli (Milano) |

|             |           |            |
| Cerbone 43’ | Marcatori | 66’ Mazzeo |

| Arbitro: | Strazzera (Trapani) |

|               |           |  |
| Francioso 65’ | Marcatori |  |

| Arbitro: | Bonfrisco (Monza) |

|                                                    |           |                 |
| Taccola 21’ (aut.) Baccin 29’ Cerbone 45+3’ (rig.) | Marcatori | 23’ (rig.) Paci |

| Arbitro: | Lana (Torino) |

|                                       |           |  |
| Tovalieri 17’ Lombardo 79’ Grossi 87’ | Marcatori |  |

| Arbitro: | Paparesta (Bari) |

|                                 |           |  |
| G. Filippini 41’ F. Cossato 54’ | Marcatori |  |

| Arbitro: | Calabrese (Avezzano) |

|                   |           |            |
| Monaco 76’ (aut.) | Marcatori | 19’ Fiorin |

| Arbitro: | Sputore (Vasto) |

|                                    |           |                             |
| Ripa 23’ Flachi 51’ Martinetti 78’ | Marcatori | 54’ Vicentini 74’ Zanchetta |

| Arbitro: | Sirotti (Forlì) |

|                     |           |  |
| Zanchetta 3’ (rig.) | Marcatori |  |

| Arbitro: | Rossi (Ciampino) |

|               |           |             |
| Tricarico 25’ | Marcatori | 13’ Cerbone |

| Arbitro: | Bolognino (Milano) |

|                           |           |                             |
| Cerbone 53’ Marazzina 83’ | Marcatori | 24’ Gelsi 51’ Di Giannatale |

| Arbitro: | Pellegrino (Barcellona Pozzo di Gotto) |

|                       |           |                           |
| Muzzi 12’ Cavezzi 82’ | Marcatori | 57’ Marazzina 83’ Cerbone |

### Coppa Italia
| Verona 17 agosto 1997 Primo turno - andata | Chievo           | 0 – 0 referto | Castel di Sangro | Stadio Marcantonio Bentegodi (1 800 spett.)\| Arbitro: \| Pin (Conegliano) \| |
| Arbitro:                                   | Pin (Conegliano) |               |                  |                                                                               |

| Arbitro: | Strazzera (Trapani) |

|                           |           |             |
| Baglieri 69’ Tresoldi 86’ | Marcatori | 30’ Passoni |